# 清水隆雄 (実業家)
清水 隆雄（しみず たかお、1938年9月 - ）は、日本の経営者。三井不動産販売代表取締役社長や、不動産流通経営協会理事長を務めた

## 来歴・人物
1961年慶應義塾大学経済学部卒業、 三井不動産入社。都市開発部門を歩み、三井不動産取締役都市開発事業部長を経て、1998年から三井不動産販売代表取締役社長。1999年から不動産流通経営協会理事長。